# Andrušivka
Andrušivka (ukrajinsky Андрушівка, rusky Андрушевка, Andruševka) je město v Žytomyrské oblasti
na Ukrajině. Nachází se na jihovýchodě oblasti na březích řeky Hujvy ve vzdálenosti zhruba 36 kilometrů na jihovýchod od Žytomyru. Další blízké velké město je Berdyčiv ležící na jihozápad od Andrušivky.
Ve městě žije přibližně 8 300 obyvatel.
Od roku 2001 zde funguje Andrušivská hvězdárna, jediná soukromá hvězdárna na Ukrajině.